# Жаров, Виктор Васильевич
Виктор Васильевич Жаров (8 марта 1910, Клементьево — неизвестно) — советский архитектор. Автор павильона «Торф» на ВДНХ, соавтор Останкинского телецентра.

## Биография

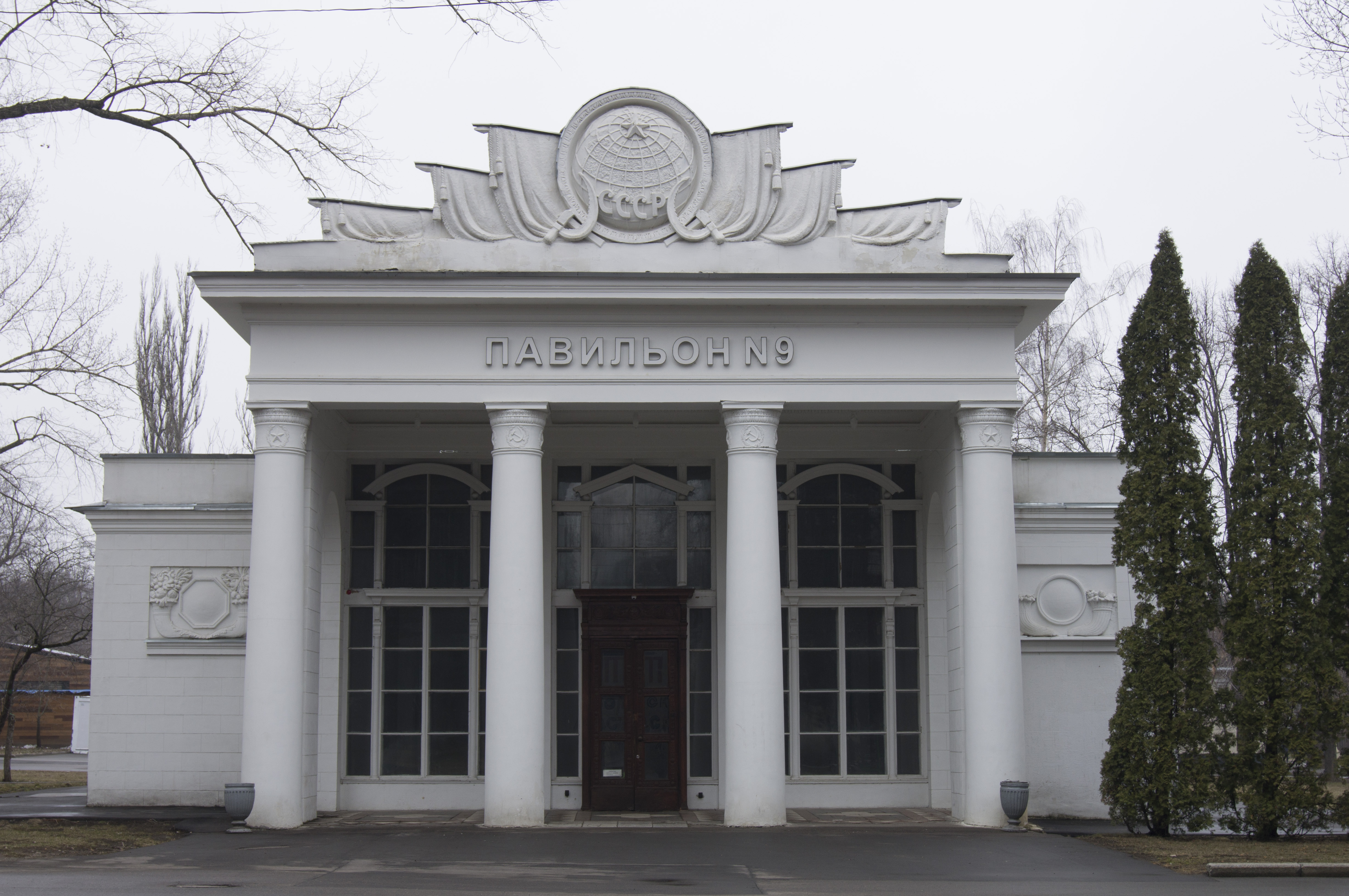
Павильон «Торф» на ВДНХ

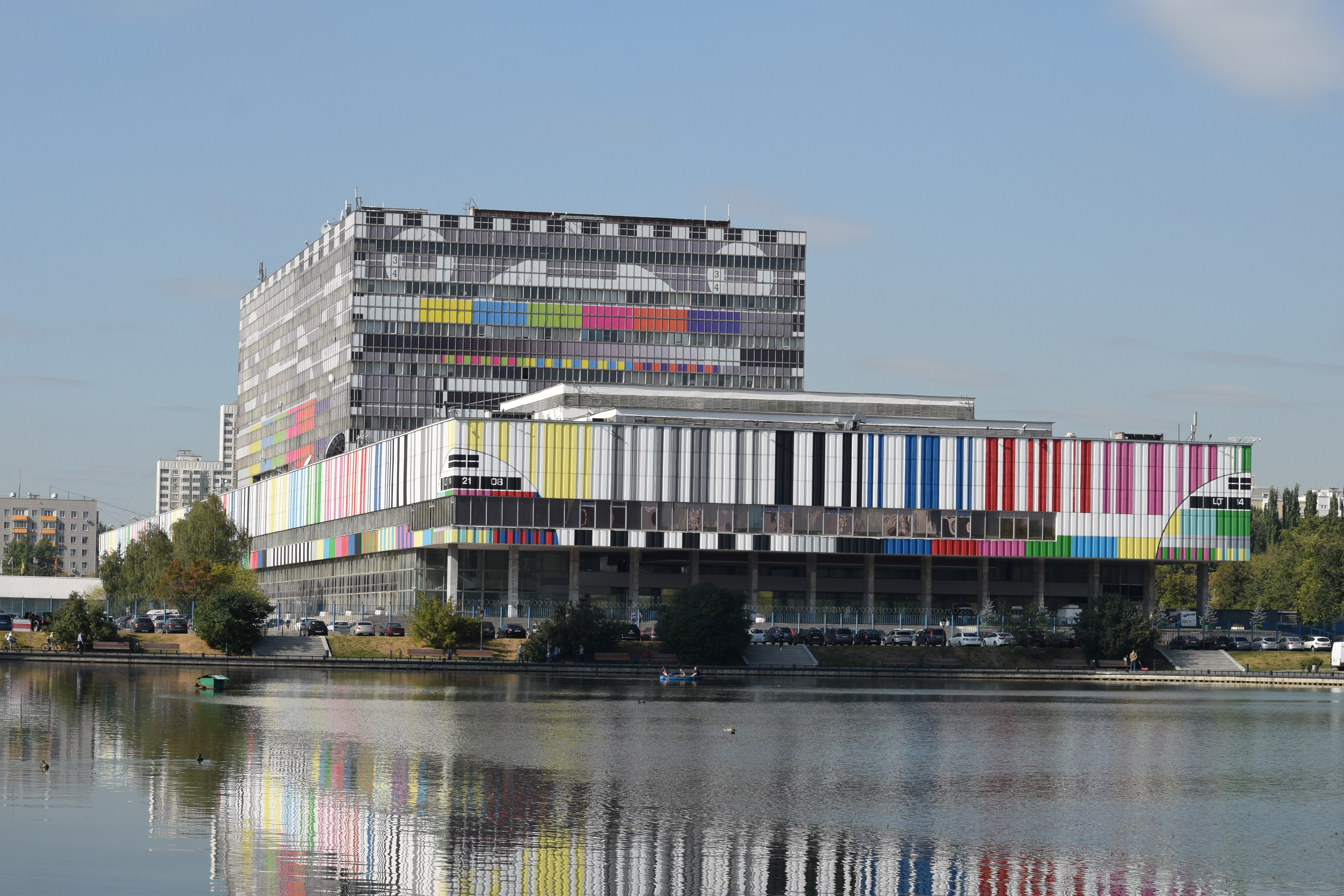
Телецентр «Останкино»

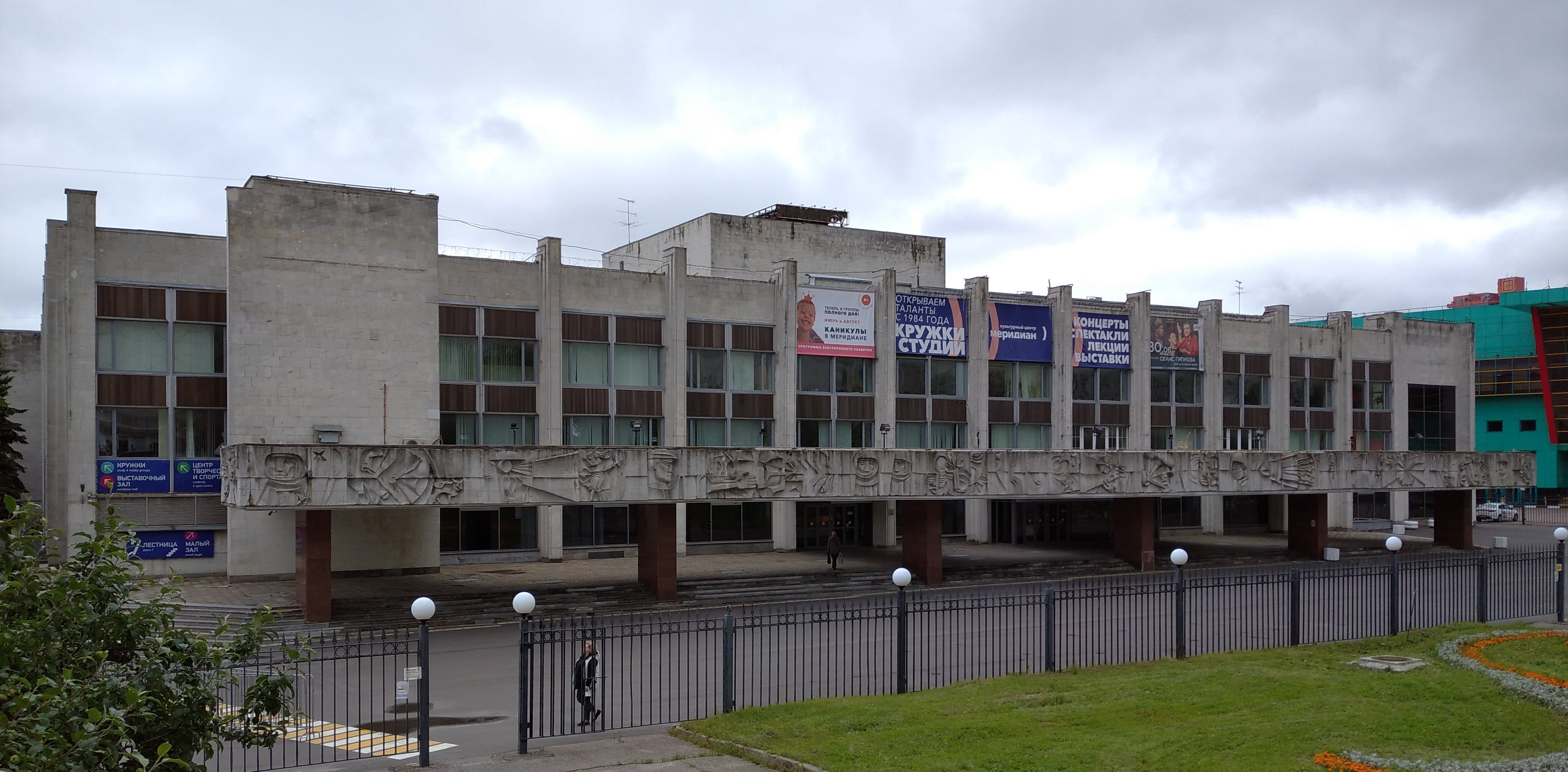
ДК НИИ автоматики и приборостроения

Родился 8 марта 1910 года в селе Клементьево Можайского уезда Московской губернии. Окончив в 1929 году железнодорожно-строительное училище имени К. Либкнехта, работал в группе гражданских сооружений отдела пути Северной железной дороги. Проектировал типовые 8-квартирные рубленые жилые дома, депо, мастерские и другие сооружения. В 1931—1936 годах обучался на вечернем отделении Московского архитектурного института. С 1936 года работал в Управлении военно-строительных работ, с 1937 года — в институте массовых сооружений Академии архитектуры СССР. С 1938 по 1941 год работал в Роспищепромпроекте, где, в частности, разработал проект реконструкции и достройки дома отдыха Министерства пищевой промышленности РСФСР в Алуште. В 1941—1942 годах работал на оборонном заводе.
В 1943—1963 годах преподавал в Московском архитектурном институте на кафедре жилых и общественных сооружений. Его учениками были К. С. Шехоян, В. С. Кубасов, В. И. Уткин, Д. Л. Ильиш. Параллельно с преподавательской деятельностью работал в Роспищестрое и мастерской ВДНХ. С 1952 года работал в мастерской № 13 Моспроекта (руководитель Б. С. Мезенцев), занимался проектированием жилых и общественных зданий. С 1963 года работал в мастерской по проектированию телецентра (руководитель Л. И. Баталов). Позднее работал в Моспромпроекте, руководил бригадой архитекторов.
В 1983 году вышел на пенсию, но продолжал вести авторский надзор за строительством.
Член Союза архитекторов СССР с 1940 года.
Жил в Москве по адресу: Лялин переулок, 24-26.

## Работы
- Типовые двухэтажные 8-квартирные рубленые жилые дома (конец 1920-х — начало 1930-х)[1][2]
- Тяговая электроподстанция в Загорске (конец 1920-х — начало 1930-х)[2]
- Паровозное депо в Сонкове (конец 1920-х — начало 1930-х)[2]
- Фойе зрительного зала Московского дома пионеров в переулке Стопани, разместившегося в бывшем доме чаепромышленников Высоцких (1935; в составе коллектива под руководством А. К. Чалдымова)[1]
- Дом отдыха Министерства пищевой промышленности РСФСР в Алуште (1939—1941; совместно с Г. Л. Лавровым)[1][2][4]
- Дом трестов Министерства пищевой промышленности РСФСР в Ставрополе, также известный как здание «под шпилем» (1949—1954; совместно с Л. В. Смирновой и А. Г. Лысяковым)[5][2]
- Павильон «Торф» на ВДНХ (1949—1954)[6][2]
- Жилой дом на улице Чкалова, 24—32 (начало 1960-х)[2][7]
- Жилой дом на Садово-Сухаревской улице[2]
- Жилой дом на Садово-Спасской улице[2]
- Жилой дом в Лялином переулке (совместно с А. А. Шайхетом и Е. К. Дробинской)[2][1]
- Застройка микрорайона «Отрадное» с разработкой 16-этажных жилых домов[1]
- Жилой дом с несущими поперечными кирпичными стенами и деревянными наружными панелями (совместно с А. А. Шайхетом)[2]
- Санатории в Крыму (под руководством Б. С. Мезенцева)[2]
- Общесоюзный телецентр в Останкине (1968; совместно с архитекторами Л. И. Баталовым, К. С. Шехояном, Я. Я. Закарьяном, Л. С. Соловьёвым и инженером А. А. Левинштейном)[2][8]
- Реставрация усыпальниц Сухэ-Батора и Чойбалсана в Монголии[1][2]
- Дом культуры НИИ автоматики и приборостроения на Профсоюзной улице[2] (ныне центр культуры и искусства «Меридиан»)
- Дом культуры Карачаровского механического завода на 1000 мест[2]
- Учебно-лабораторный корпус Московского технологического института на улице Талалихина[2]